# 米卢廷·巴尔蒂奇
米卢廷·巴尔蒂奇（Milutin Baltić，1920年12月20日—2013年10月27日），南斯拉夫政治家，克罗地亚社会主义共和国部长会议主席（1983-1984），南斯拉夫人民英雄。

## 生平
1920年12月20日米卢廷·巴尔蒂奇出生在巴诺维纳的东杰塞利斯特。其后在萨格勒布的一家机器修理厂工作，成了一名锁匠。
1936年参加青年革命运动，1940年加入南斯拉夫共产党。曾担任克罗地亚共青团和共和国委员会的成员，1940年其在萨格勒布的杜布拉瓦区，因组织罢工、示威而被捕，并在萨格勒布被判处三年监禁。
1941年4月南斯拉夫被德国与意大利占领后，他参与到了第一批游击队的建立。
1942年10月成为共产主义青年团萨格勒布委员会的负责人，并作为地下党员工作。
从1943年开始就在萨格勒布和北克罗地亚的共产主义青年委员会工作，直到战争结束。
在战后，他被选为克罗地亚人民共和国劳动部长、萨格勒布共产党组织事务秘书、克罗地亚人民共和国贸易部长、克罗地亚工会联合会理事会副主席、南斯拉夫工会联合会理事会主席团成员。
1983-1984年任克罗地亚社会主义共和国主席团主席。
1953年11月29日，他被授予南斯拉夫人民英雄的称号。他还被授予其他的一些勋章。
他于2013年10月27日在萨格勒布去世，直到他去世前，他都是唯一生活在克罗地亚的南斯拉夫人民英雄。

## 荣誉
- 1941年游击队勋章
- 社会主义劳动英雄勋章
- 南斯拉夫人民英雄勋章(1953/11/29，由铁托授予）[2]